# Hormel Foods
A Hormel Foods Corporation é uma empresa alimentícia estadunidense com sede em Austin, Minnesota, conhecida pela fabricação do Spam.
Em 24 de agosto de 2017, a empresa anunciou a compra da empresa brasileira Ceratti.